# Король Англии (фильм)
«Король Англии» (англ. The King) — исторический фильм австралийского режиссёра Дэвида Мишо по сценарию Мишо и Джоэла Эдгертона, по мотивам нескольких хроник Уильяма Шекспира из цикла «Генриад».
Главную роль английского короля Генриха V исполнил американский актёр Тимоти Шаламе.
Премьера состоялась 2 сентября 2019 года в рамках внеконкурсной программы 76-го Венецианского кинофестиваля. 11 октября фильм вышел в ограниченный прокат в кинотеатрах США. Картина получила смешанные отзывы критиков; при бюджете в 23 млн. $, сборы составили 125 931 $.

## Сюжет

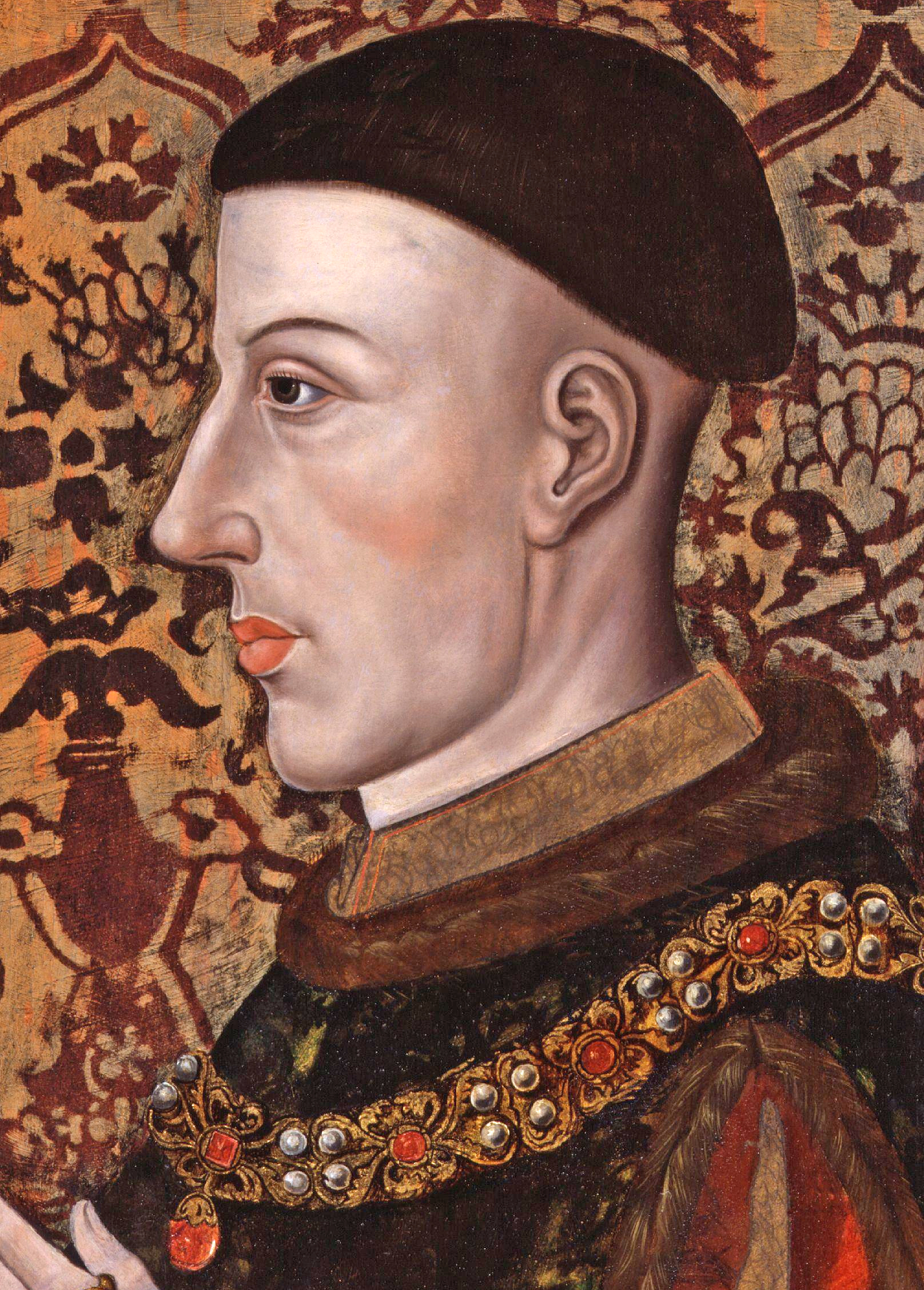
Король Англии Генрих V

В основе сюжета фильма лежат исторические хроники Уильяма Шекспира «Генрих IV, часть 1», «Генрих IV, часть 2» и «Генрих V». Принц Уэльский Генрих (близкие друзья называют его «Хал») - старший сын английского короля Генриха IV. Халу не нравится военная политика которую проводит его отец и проводит свои дни, пьянствуя и резвясь со своим другом Джоном Фальстафом. Отец вызывает Хала и сообщает ему, что его младший брат Томас унаследует трон вместо него. Томас отправляется покорить мятеж Готспура, но возмущенный Хал втягивает Готспура в бой один на один, где убивает его кинжалом. Томас жалуется, что Хал забрал всю славу. Вскоре Томас погибает в последующем сражении в Уэльсе.
Генрих IV умирает в своей постели, а Хал коронован королем Генрихом V. Он решает не походить на своего отца, выбирая мир и примирение, несмотря на то, что его действия воспринимаются как слабость. Дофин Франции присылает Халу оскорбительный подарок в день коронации.
Хал гуляет со своей младшей сестрой королевой Дании Филиппой. Филиппа спрашивает о его самочувствии, и Генрих говорит, что хочет покончить с беспорядками в королевстве. Тогда Филиппа сообщает Генриху, что она считает, что дворяне желают ему добра, но предостерегает его от того, что они, как и в любом королевском дворяне, имеют на первом месте только собственные интересы и не раскрывают свою подлинную суть.
Схваченный убийца заявляет, что его отправил король Франции Карл VI для убийства Генриха. Английские дворяне Кембридж и Грей плетут интриги. Они не доверяют молодому королю и пытаются вовлечь в заговор главного судью Уильяма Гаскойна. Уильям советует молодому королю проявить силу, чтобы объединить Англию. Чтобы доказать свою компетентность, Генрих объявляет войну Франции и казнит Кембриджа и Грейя.
Английская армия отплыла во Францию во главе с Генрихом. После успешного взятия Арфлёра они продолжают кампанию, но за ними следует Дофин, неоднократно пытающийся спровоцировать Генриха на решающее сражение. Английские войска встречают огромную французскую армию, которая собирается перед ними. Дорсет советует Генриху отступить из-за значительного преимущества французов, но Фальстаф предлагает устроить засаду, заманив французов в болото, а затем атаковать их лучниками вооруженными длинными луками и окружить ударом с фланга из засады замаскированной в близлежащих лесах.
Генрих отправляется на переговоры к Дофину и предлагает сразиться в бою один на один, чтобы избежать потерь и решить исход битвы, но Дофин отказывается. Начинается битва при Азенкуре. План англичан сработал — французы попадают в засаду, но Фальстаф погибает в бою. Дофин вступает в бой и бросает вызов Генриху. Генрих легко побеждает француза.
После решающей победы англичане продолжают продвигаться во Францию. Король Франции Карл VI капитулирует и предлагает в знак примирения руку своей дочери Екатерины. Генрих возвращается в Англию со своей женой. Он приходит в её комнату, чтобы поговорить, она быстро демонстрирует свою силу характера, а также заставляет его изменить свои военные решения, поскольку ей не нравится причина вторжения Генриха во Францию. Генрих осознает, что французская агрессия против Англии были инсценированы его главным судьей Гаскойном, чтобы втянуть Генриха в войну. Генрих подтвердив свои подозрения, приступает к наказанию интригана. Тем временем у дворца люди славят короля Генриха и празднуют победу над французами.

## Актёрский состав
- Тимоти Шаламе — Генрих V
- Джоэл Эдгертон — Фальстаф
- Роберт Паттинсон — дофин Людовик
- Бен Мендельсон — Генрих IV
- Шон Харрис — Уильям Гаскойн[англ.]
- Лили-Роуз Депп — Екатерина
- Том Глинн-Карни — Генри «Хотспур» Перси
- Томасин Маккензи — Филиппа Английская
- Дин-Чарльз Чэпмен — Томас, герцог Кларенс
- Эдвард Эшли — Ричард, граф Кембридж
- Эндрю Хэвилл — архиепископ Кентерберийский
- Айван Кэй — барон Генри Скруп

## Производство

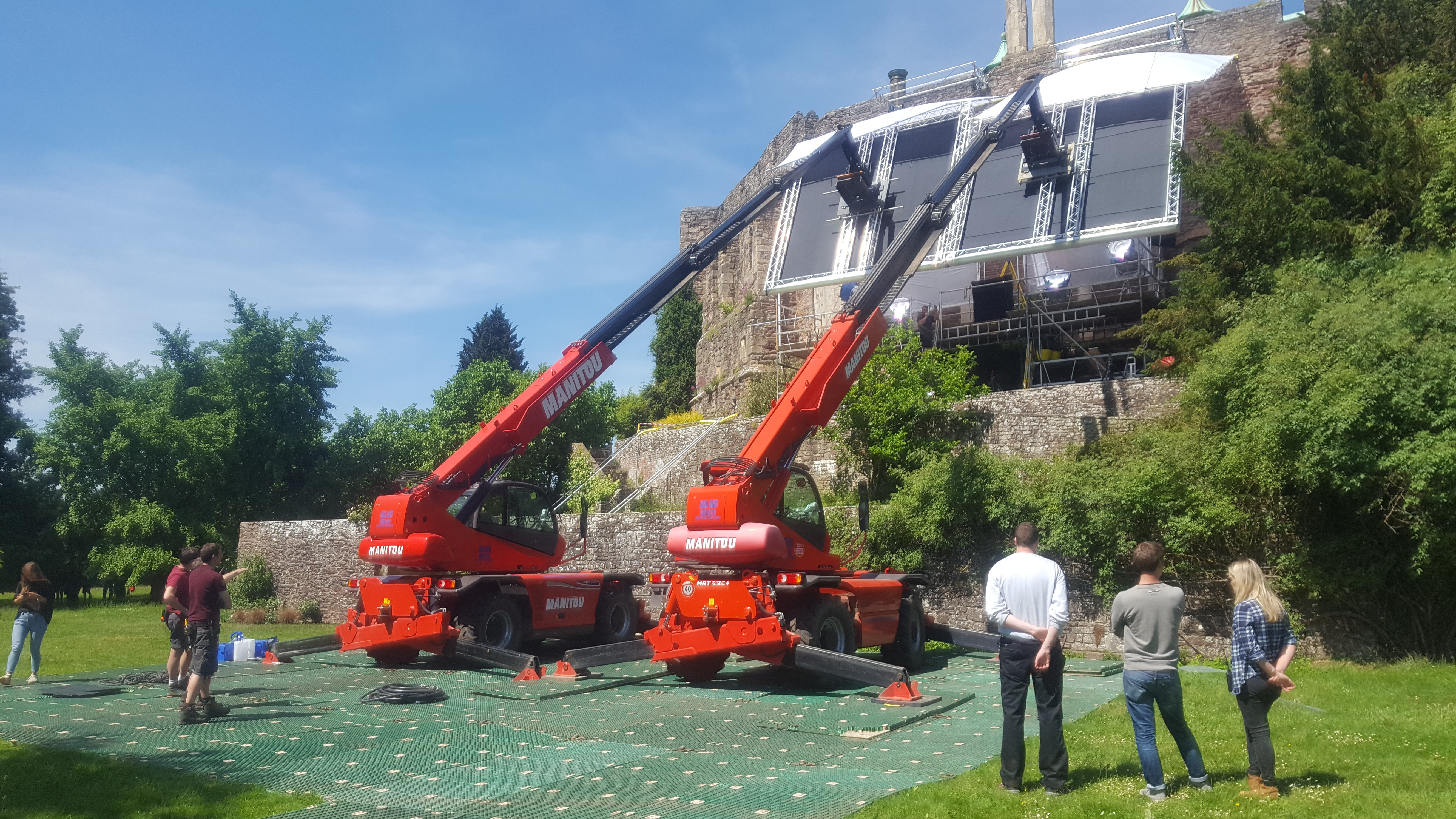
Съемки проходили в Замке Беркли, Глостершир, Великобритания.

Разработка сценария началась в 2013 году. В сентябре 2015 года было объявлено, что режиссёром фильма выступит Дэвид Мишо, прокатом должна была заниматься Warner Bros.
В марте 2018 года стало известно, что Джоэл Эдгертон, участвовавший в написании сценария, также исполнит одну из главных ролей в фильме. В мае к составу присоединились Роберт Паттинсон и Лили-Роуз Депп, Шон Харрис, Томасин Маккензи, Бен Мендельсон,  а также с июня Дин-Чарльз Чапман.
Съёмки начались в конце мая в Великобритании и Венгрии и завершились в августе 2018 года. Многие сцены были сняты в замке Беркли в Глостершире в Англии. Линкольнский собор был использован вместо Вестминстерского аббатства для проведения сцены коронации.

## Показ
Премьера состоялась в рамках Венецианского кинофестиваля в сентябре 2019 года. 11 октября фильм вышел на широкий экран в кинотеатрах США, а с 1 ноября стал доступен на стриминговом сервисе Netflix.

## Отзывы и критика
По итогам показа на Венецианском кинофестивале фильм получил смешанные отзывы. BBC и The Guardian присудили фильму по три звезды из пяти. Критики отмечают, что без шекспировского текста и средневекового английского это просто «исторически неточный фильм про короля и войну». При этом обозреватели обратили внимание на тёмный дух фильма, который не романтизирует войну.
Также неоднозначны и отзывы об игре главных героев. Screen Daily пишет, что Тимоти Шаламе не обладает достаточным разнообразием мимики и вокальным тембром, чтобы по-настоящему оживить персонажа. Критик The Guardian отметил, что он следил за развитием персонажа с тревогой, болел за него, но не уверен, что актёр подходит для этой роли. Variety отмечает талант актёра, который одним взглядом рассказывает всю историю героя.
На сайте Rotten Tomatoes фильм имеет рейтинг 71 % с коэффициентом одобрения 6.56/10. Metacritic даёт коэффициент 62 из 100, что соответствует уровню «в целом положительные отзывы».